# Base antarctique Casey
Pour les articles homonymes, voir Casey.
Casey est une station permanente antarctique administrée par le Département australien de l'Antarctique (AAD).
Elle est située dans la partie ouest (la plus étendue) de la zone de revendication australienne sur le continent (Territoire antarctique australien), sur la côte du continent antarctique, en Terre de Wilkes.

## Climat
Base antarctique Casey a un climat inlandsis (Köppen: EF) à la frontière d'un climat toundra (Köppen: ET). La base antarctique est modérée par cette location dans l'Océan Austral. La température minimum était −37,5 ºC le 25 août 2008 et le maximum était 9,2 ºC le 24 janvier 2020. La précipitation moyenne est basse: vers 212.4 millimètres, principalement dans la forme de neige légère.
| Mois                                            | jan.  | fév.  | mars  | avril | mai   | juin  | jui.  | août  | sep.  | oct.  | nov.  | déc.  | année   |
| ----------------------------------------------- | ----- | ----- | ----- | ----- | ----- | ----- | ----- | ----- | ----- | ----- | ----- | ----- | ------- |
| Température minimale moyenne (°C)               | −2,5  | −5    | −9,9  | −14,5 | −18,3 | −18,6 | −18,8 | −18,7 | −17,2 | −14,8 | −8,8  | −3,7  | −12,6   |
| Température maximale moyenne (°C)               | 2,3   | −0,1  | −4,2  | −7,6  | −10,9 | −10,8 | −10,5 | −10,9 | −9,8  | −7,8  | −2,4  | 1,5   | −5,9    |
| Record de froid (°C)                            | −10,3 | −18   | −25,1 | −31,3 | −34,4 | −34,1 | −36,4 | −37,5 | −33,8 | −31,2 | −23,4 | −13   | −37,5   |
| Record de chaleur (°C)                          | 9,2   | 6,6   | 5,6   | 3     | 4,5   | 4,2   | 3     | 5,8   | 3,9   | 3,2   | 4,9   | 8     | 9,2     |
| Ensoleillement (h)                              | 158,1 | 127,1 | 99,2  | 57    | 21,7  | 3     | 12,4  | 49,6  | 90    | 139,5 | 201   | 182,9 | 1 141,5 |
| Précipitations (mm)                             | 9,9   | 15,7  | 16,9  | 20,7  | 24,3  | 25,6  | 26,9  | 18,8  | 17,8  | 15,7  | 11,6  | 12    | 212,4   |
| dont nombre de jours avec précipitations ≥ 1 mm | 2,8   | 3,9   | 4,9   | 5,3   | 4,7   | 5,9   | 5,7   | 4,9   | 4,6   | 4,4   | 3,1   | 2,9   | 53,1    |